# Josep Maria Berenguer
Jose Maria Berenguer Sánchez (Barcelona, 1944-23 de abril de 2012) fue un editor de historietas español.

## Biografía
Jose Maria Berenguer estudió Bellas Artes en Estocolmo.
Durante los años 1960 y 1970 trabajó como fotógrafo e ilustrador de portadas de libros y discos, viajando en varias ocasiones a Estados Unidos.
A finales de los años 1970, coincidió con el editor de cómics Jose Toutain cuando ambos colaboraban en el boletín de la asociación de vecinos de La Floresta, localidad donde vivían. Éste le ofreció dinero para fundar una revista, siempre que fuese de cómics. Así nació en 1979 la revista "El Víbora" y con ella Ediciones La Cúpula.
Jose Maria Berenguer murió en Barcelona a los 67 años, a causa de un cáncer.